# Музей Івана Пулюя
Музей Івана Пулюя — меморіальний музей українського вченого Івана Павловича Пулюя в місті Тернополі.
Створений у лютому 2010 року.
Музей міститься в головному корпусі Тернопільського національного технічного університету, що також носить ім'я Пулюя.

## З історії музею

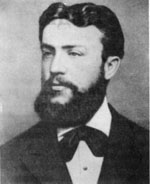
Фото Івана Пулюя

Перші експозиційні стенди майбутнього музею Івана Пулюя підготували викладачі та студенти вишу ще наприкінці 2009 року.
Музей Івана Пулюя відкрили з нагоди 165–річчя славетного земляка в лютому 2010 року. Під час урочин представники Нацбанку України презентували пам'ятну срібну монету на честь ученого із серії «Видатні особистості України». На одній з її сторін викарбувано вислів цього видатного діяча: «Нема більшого гонору для інтелігентного чоловіка, як берегти свою національну честь та без нагороди вірно працювати для добра свого народу, щоб забезпечити йому кращу долю».

## Експозиції
У експонатах музею Івана Пулюя представлено всі головні віхи діяльності вченого, відображено його відкриття. Тут є листи, світлини, копії документів та найважливіших наукових праць Івана Пулюя. Серед експонатів є і славнозвісна «трубка Пулюя», яку він сконструював власноруч і за допомогою якої навчився просвічувати предмети на понад 10 років раніше за лауреата Нобелівської премії Вільгельма Рентгена.

## Джерело
- Мичко С. Той, хто відкрив Х–промені. У Тернополі з'явився музей видатного фізика Івана Пулюя / Світлана Мичко // Україна Молода. — № 38. — 2010. — 27 лютого.